# 拉莫尔环形山
拉莫尔环形山（英語：Larmor）是位于月球背面北半部的一座古老大撞击坑，约形成于39.2-38.5亿年前的酒海纪，其名称取自北爱尔兰著名物理学家暨数学家约瑟夫·拉莫尔爵士（1857年－1942年），1970年被国际天文学联合会正式接受。

## 描述

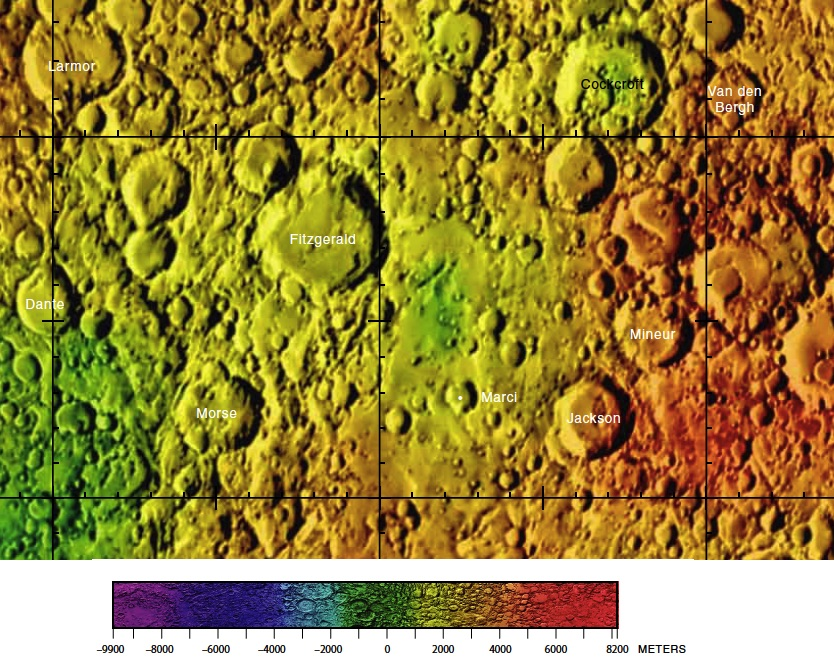
拉莫尔环形山的周边，月球背面区域图。

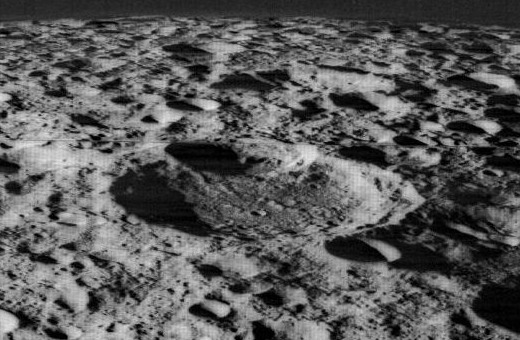
月球轨道器2号拍摄的北向斜视图

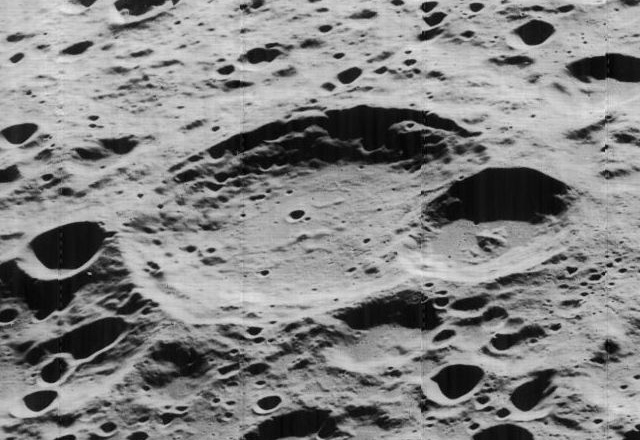
月球轨道器5号拍摄的北向斜视图

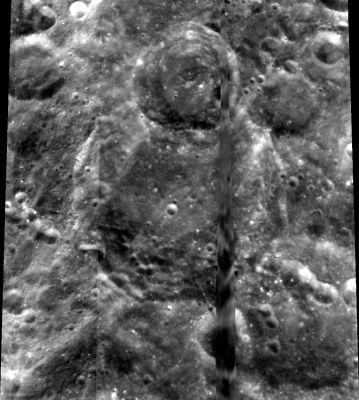
克莱门汀号拍摄的图像

该陨坑西侧靠近沙因环形山、西北毗邻较小商博良陨石坑，已磨损的穆尔环形山和帕森斯陨石坑分别位于东北偏北和东北，它的东南、南面及西南则分别坐落了菲茨杰拉德环形山、但丁环形山和弗罗因德利希环形山。该陨坑中心月面坐标为31°51′N 179°40′W / 31.85°N 179.67°W，直径99.49公里，深约2.86公里。
拉莫尔环形山外观轮廓接近圆状，边缘略显参差，坑壁稍有磨损，尤其是西南侧，沿北侧壁横跨了直径近50公里的卫星坑「拉莫尔 Z」。它的南侧内壁较北侧更宽坦，并显示有阶坡结构残迹。拉莫尔环形山坑壁最大高出周边地形1480米，内部容积约有9805.00立方千米。坑底表面相对平坦，中心附近散布着一些低矮的小山丘。
在拉莫尔环形山西南约一个半陨坑直径距离处坐落了卫星坑「拉莫尔 Q」，它位于一座射纹系统的中心，这些射纹束主要集中在北面至东南扇区中，西侧120°弧区内则没有射纹物质。坑内沿内侧坡底堆积着大量坍塌的岩屑堆。

## 卫星陨石坑
按惯例，最靠近拉莫尔环形山的卫星坑将在月图上以字母标注在该坑的旁边。
| 拉莫尔 | 纬度     | 经度      | 直径       |
| ------ | -------- | --------- | ---------- |
| K      | 29.82° N | 178.96° W | 23.4公里   |
| Q      | 28.67° N | 176.32° E | 23.0公里   |
| W      | 33.74° N | 177.69° E | 30.3公里   |
| Z      | 33.58° N | 179.55° W | 179.55公里 |

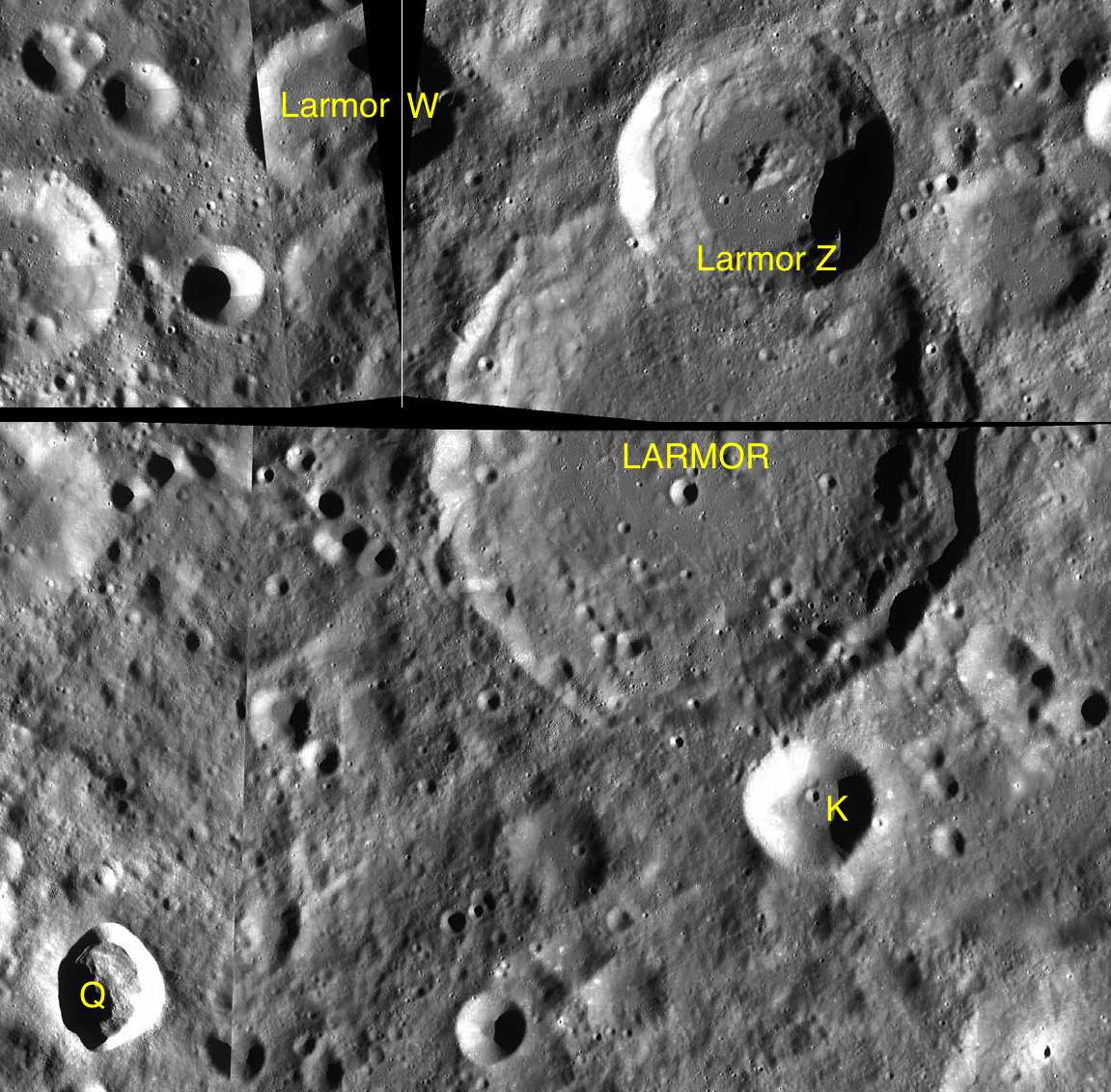
LAC-32、LAC-33和LAC-50拼接图.

卫星坑「拉莫尔 Z」的形成时期可追溯至晚雨海世。

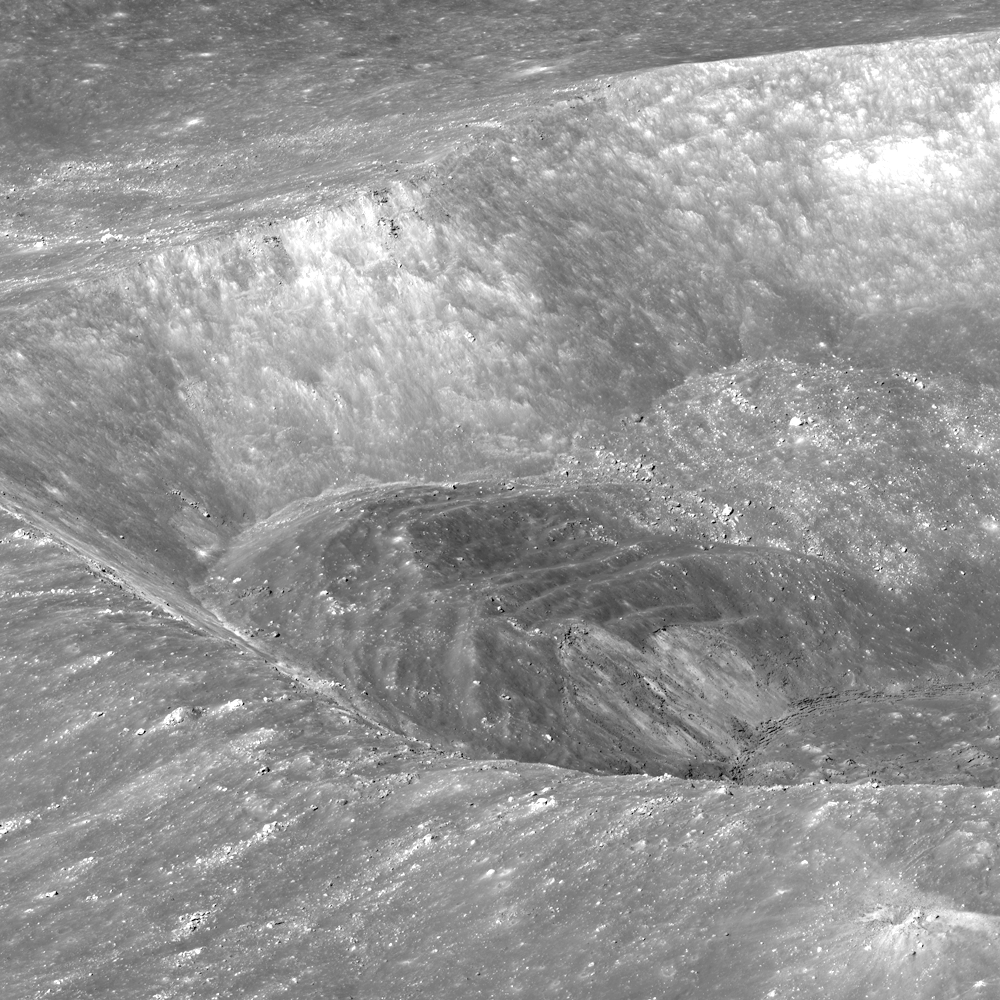
卫星坑「拉莫尔 Q」的南部，月球勘测轨道飞行器从东向西在60公里上空处拍摄，清楚地显示它南侧内坡上的熔岩流。

## 另请参阅
- Andersson, L. E.; Whitaker, E. A. . NASA RP-1097. 1982.
- Blue, Jennifer. . USGS. July 25, 2007  [2007-08-05]. （原始内容存档于2019-12-13）.
- Bussey, B.; Spudis, P. . New York: Cambridge University Press. 2004. ISBN 978-0-521-81528-4.
- Cocks, Elijah E.; Cocks, Josiah C. . Tudor Publishers. 1995. ISBN 978-0-936389-27-1.
- McDowell, Jonathan. . Jonathan's Space Report. July 15, 2007  [2007-10-24]. （原始内容存档于2019-06-21）.
- Menzel, D. H.; Minnaert, M.; Levin, B.; Dollfus, A.; Bell, B. . Space Science Reviews. 1971, 12 (2): 136–186. Bibcode:1971SSRv...12..136M. doi:10.1007/BF00171763.
- Moore, Patrick. . Sterling Publishing Co. 2001. ISBN 978-0-304-35469-6.
- Price, Fred W. . Cambridge University Press. 1988. ISBN 978-0-521-33500-3.
- Rükl, Antonín. . Kalmbach Books. 1990. ISBN 978-0-913135-17-4.
- Webb, Rev. T. W.  6th revised. Dover. 1962. ISBN 978-0-486-20917-3.
- Whitaker, Ewen A. . Cambridge University Press. 1999. ISBN 978-0-521-62248-6.
- Wlasuk, Peter T. . Springer. 2000. ISBN 978-1-85233-193-1.